# Hôtel du Bouteiller
L'hôtel du Bouteiller (ou Hôtel de Montureux, plus tard Hôtel de Saint Juan) est un hôtel particulier, protégé des monuments historiques, situé à Besançon dans le département du Doubs.

## Localisation
L'édifice est situé au 2 rue des Granges dans le quartier de la Boucle de Besançon.

## Histoire
Au XIIe siècle, un bâtiment préexistant  était utilisé comme fief par l'un des officiers rattachés à l'archevêque appelé le bouteiller.
Vers 1582, l'hôtel est reconstruit par l'architecte dijonnais Hugues Sambin pour Claude de Jouffroy, seigneur de Marchaux.
En 1724, l'hôtel passe aux mains de la famille Jobelot de Montureux et en 1741, ils en confient l'extension à l'architecte bisontin Jean-Charles Colombot. À la fin du XVIIIe siècle, il passa par héritage à la famille Desbiez de Saint Juan qui le conserva jusqu'en 1883.
À la fin du XIXe siècle, le rez-de-chaussée est occupé par des boutiques.
L'ensemble de l'hôtel fait l’objet d’une inscription au titre des monuments historiques depuis le 28 mars 2008.

## Architecture
La façade principale est en pierre de taille et est de style Renaissance.
Sur cette façade ainsi que sur le portail d'entrée, plusieurs morales écrites en latin sont gravées.
Les fenêtres de la façade sur rue sont ornées alternativement de frontons triangulaires et cintrés dont certaines sont soutenus par des sculptures à têtes de lion.
L'hôtel possède à l'étage, un pigeonnier remarquable.

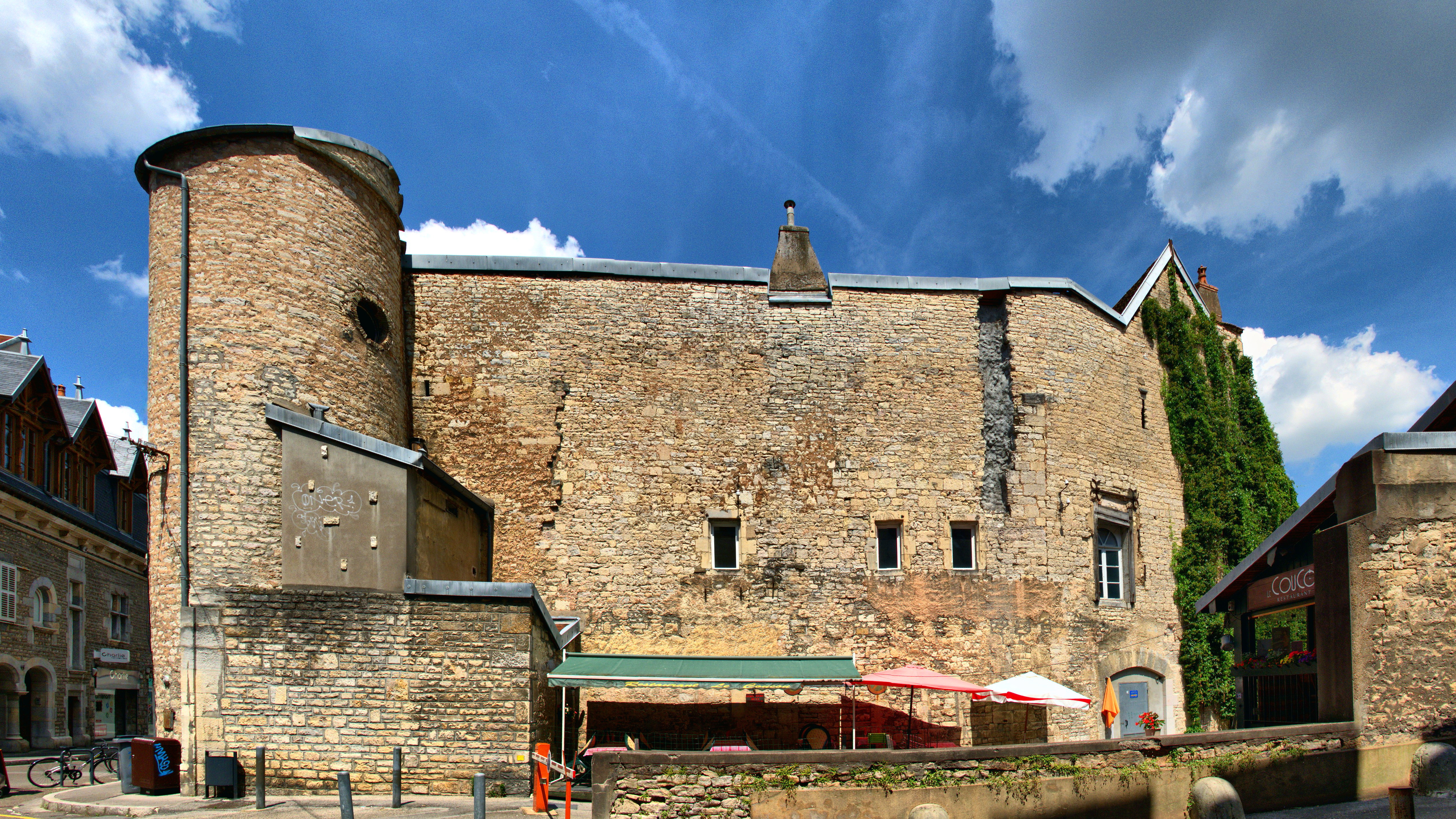
Vue arrière du bâtiment avec le pigeonnier.